# Microhoria opipara
Microhoria opipara es una especie de coleóptero de la familia Anthicidae.

## Distribución geográfica
Habita en España.